# Luis Medina Arévalo
Luis Fernando Medina Arévalo (Rancagua, Chile, 11 de mayo de 1970) es un exfutbolista chileno. Jugaba de mediocampista y militó en distintos equipos de Chile, entre ellos Unión Española, Audax Italiano y O'Higgins. Nelson Acosta lo hizo debutar en el equipo celeste en 1989.
A nivel de clubes, solo una vez logró salir campeón y fue en 2006, cuando logró el Campeonato de Primera B con Deportes Melipilla. También sufrió un descenso y fue en 1998, cuando descendió a la Primera B, jugando por Santiago Wanderers y logró al año siguiente, el ascenso a la Primera División, jugando precisamente por el equipo caturro.

## Trayectoria
Medina se inició futbolísticamente en O'Higgins, donde debutó profesionalmente en 1989 en una derrota ante Rangers por 2-0, manteniéndose en el equipo de Rancagua hasta 1994, cuando clasificó con O'Higgins, a la Liguilla de Copa Libertadores de América. En 1995, el mediocampista fue transferido a Provincial Osorno, donde jugó por 3 años. En el equipo osornino, compartió equipo por ejemplo con Daniel Morón y Rubén Martínez, 2 ídolos de Colo-Colo, que ganaron la Copa Libertadores de América 1991 con el Cacique. 
En 1998, emigró a Santiago Wanderers, donde jugó por 2 años y allí compartió equipos con destacados jugadores de renombre como Gabriel Mendoza (otro ídolo de Colo-Colo, que también ganó la Copa Libertadores de América 1991 con el Cacique), Reinaldo Navia, Rodrigo Pérez, Jorge Contreras (que al igual que Mendoza, fueron seleccionados chilenos) y el internacional ecuatoriano Alberto Montaño entre otros. Con el equipo caturro, sufrió el descenso a la Primera B en 1998, tras perder como visitante ante su exequipo Provincial Osorno, pero se cobra la revancha al año siguiente, cuando logró el ascenso a la Primera División, precisamente con los caturros.
En 2000 fue traspasado a Unión Española (equipo que también venía regresando a la máxima categoría) y jugó 2 años en el equipo de Santa Laura. En 2002, partió a Huachipato, donde jugó solamente ese año en el equipo de la octava región. Un año después, el mediocampista regresó a Santiago, pero esta vez para jugar en Audax Italiano, donde jugó por 2 años en el equipo de La Florida. En 2005 se quedó en la capital chilena, pero ahora para pasar a jugar en Magallanes, donde solo estuvo una temporada. En 2006 militó en Deportes Melipilla (que era dirigida por Luis Musrri, quien debutó ese año como entrenador) y con el cual, fue campeón de la Primera B de ese año, siendo este título el único en su carrera. Donde puso fin a su carrera como jugador, a fines de ese año.
Fue campeón en la comuna de Coinco con el equipo llamado Luis Valenzuela Novoa en el año 2019 en la final ganaron 1-0 y el hizo el único gol del partido, siguiente anunció su retiro del club donde era apodado como "El Profe"

## Selección nacional
Formó parte de la sub-23 de Chile en el Preolímpico de 1992. También fue convocado a la selección chilena adulta, siendo nominado por primera vez en 1995 y luego jugando en las Clasificatorias Sudamericanas para el Mundial de Corea-Japón 2002, donde participó en los 2 últimos partidos de esa clasificatoria, donde el combinado chileno terminó en el último lugar.

### Participaciones en Preolímpicos
| Torneo                     | Sede     | Resultado    |
| -------------------------- | -------- | ------------ |
| Preolímpico Sub-23 de 1992 | Paraguay | Primera Fase |

### Participaciones en eliminatorias a la Copa del Mundo
| Eliminatoria                     | Sede                  | Resultado | Posición | Partidos |
| -------------------------------- | --------------------- | --------- | -------- | -------- |
| Eliminatorias Corea y Japón 2002 | Corea del Sur y Japón | Eliminado | 10.º     | 2        |

### Partidos internacionales
| 1     | 7 de noviembre de 2001  | Estadio Metropolitano Roberto Meléndez, Barranquilla, Colombia | Colombia   | 3-1 | Chile   |   |  | Jorge Garcés | Clasificatorias Corea-Japón 2002 |
| 2     | 14 de noviembre de 2001 | Estadio Nacional, Santiago, Chile                              | Chile      | 0-0 | Ecuador |   |  | Jorge Garcés | Clasificatorias Corea-Japón 2002 |
| Total | Total                   | Total                                                          | Presencias | 2   | Goles   | 0 |  |              |                                  |

| Selección chilena | Selección chilena | Selección chilena |
| Año               | Partidos          | Goles             |
| ----------------- | ----------------- | ----------------- |
| 2001              | 2                 | 0                 |
| Total             | 2                 | 0                 |

## Clubes
| Club               | País  | Año       |
| ------------------ | ----- | --------- |
| O'Higgins          | Chile | 1989-1994 |
| Provincial Osorno  | Chile | 1995-1997 |
| Santiago Wanderers | Chile | 1998-1999 |
| Unión Española     | Chile | 2000-2001 |
| Huachipato         | Chile | 2002      |
| Audax Italiano     | Chile | 2003-2004 |
| Magallanes         | Chile | 2005      |
| Deportes Melipilla | Chile | 2006      |

## Palmarés

### Campeonatos nacionales
| Título    | Club               | País  | Año  |
| --------- | ------------------ | ----- | ---- |
| Primera B | Deportes Melipilla | Chile | 2006 |